# Rinorea maculata
Rinorea maculata är en violväxtart som beskrevs av Henri Ernest Baillon. Rinorea maculata ingår i släktet Rinorea och familjen violväxter. Inga underarter finns listade i Catalogue of Life.